# Кейт Брюс
Кейт Брюс (англ. Kate Bruce; 17 лютого 1860 — 2 квітня 1946, Нью-Йорк) — американська акторка епохи німого кіно.

## Біографія
Кейт Брюс народилася в 1860 році в штаті Індіана, почала театральну кар'єру. У 1908 році, у віці 48 років, акторка знялася у вестерні «Боротьба за свободу», який поставили режисери Уоллес Маккатчен молодший і Девід Гріффіт.
Надалі вона знялася в цілому в 292 фільмах. Акторка стала частиною команди акторів, які регулярно працювали з Гриффітом. Майже всі фільми, в яких акторка знялася в головних ролях є німими.
Акторка закінчила свою кар'єру в кіно в 1931 році, знявшись (без вказівки в титрах) в останньому фільмі Гріффіта «Боротьба».
Кейт Брюс померла в Нью-Йорку 2 квітня 1946 року в віці 86 років.

## Фільмографія
- 1909 — Спекуляція пшеницею / A Corner in Wheat
- 1910 — Все через молоко / All on Account of the Milk
- 1911 — Її пробудження / Her Awakening
- 1911 — Битва
- 1912 — Любителька рум'ян — мати
- 1912 — Нью-йоркська капелюшок — місіс Гудхью
- 1920 — Водоспад життя — місіс Бартлетт
- 1921 — Місто безмовних чоловіків